# Gymnocheta goniata
Gymnocheta goniata är en tvåvingeart som beskrevs av Chao 1979. Gymnocheta goniata ingår i släktet Gymnocheta och familjen parasitflugor. Inga underarter finns listade i Catalogue of Life.